# Oxydia crepusculata
Oxydia crepusculata là một loài bướm đêm trong họ Geometridae.